# Адміністративний поділ Південної Кореї
Південна Корея поділяється на 1 місто особливого статусу (тхикпьольсі), 6 міст прямого підпорядкування («міст-метрополій») зі статусом, прирівняним до провінцій (кван'йоксі), 8 провінцій (то і до) і 1 особливу автономну провінцію (тхикпьоль чачхідо). Вони, у свою чергу, діляться на ряд дрібніші утворення, що включають: місто (сі), повіт (Кун або гун), муніципальний округ (ку або гу), селище (ип), волость (мьон), міський район (тон або дон) і село (рі).

## Ієрархія
| Рівень | Назва                | Види |
| ------ | -------------------- | --- |
| 1      | Рівень провінцій     | - Провінції (도; 道; то/до) (8) - Особлива автономна провінція (특별자치도; 特別自治道; тхикпьоль чачхідо) (1) - Особливе місто (특별시; 特別市; тхикпьольсі) (1) - Місто прямого підпорядкування (광역시; 廣域市; кван'йоксі) (6) |
| 2      | Муніципальний рівень | - Міста (시; 市; сі) (77) - Повіти (군; 郡; Кун/гун) (85) - Муніципальні округи (구; 區; ку/гу) - Містечка (읍; 邑; ип) - Волості (면; 面; мьон) - Міські райони (동; 洞; тон/дон) - Села (리; 里; рі)                             |

## Рівень провінцій
| Канвон Сеул Інчхон Кьонгі Чхунчхон-Південь Чхунчхон-Північ Седжон Теджон Кьонпук Чолла-Північ Тегу Ульсан Пусан Кьоннам Кванджу Чолла-Південь Чеджу |                                      |                     |                     |
| Код | Назва                                | Хангиль             | Ханча               |
| KR-11 | Сеул (місто з особливим статусом)    | кор. 서울특별시     | кор. 서울特別市     |
| KR-26 | Пусан (метрополійне місто)           | кор. 부산광역시     | кор. 釜山廣域市     |
| KR-27 | Тегу (метрополійне місто)            | кор. 대구광역시     | кор. 大邱廣域市     |
| KR-28 | Інчхон (метрополійне місто)          | кор. 인천광역시     | кор. 仁川廣域市     |
| KR-29 | Кванджу (метрополійне місто)         | кор. 광주광역시     | кор. 光州廣域市     |
| KR-30 | Теджон (метрополійне місто)          | кор. 대전광역시     | кор. 大田廣域市     |
| KR-31 | Ульсан (метрополійне місто)          | кор. 울산광역시     | кор. 蔚山廣域市     |
| KR-50 | Седжон (особливе автономне місто)    | кор. 세종특별자치시 | кор. 世宗特別自治市 |
| KR-41 | Кьонгі                               | кор. 경기도         | кор. 京畿道         |
| KR-42 | Канвон                               | кор. 강원도         | кор. 江原道         |
| KR-43 | Північний Чхунчхон                   | кор. 충청북도       | кор. 忠淸北道       |
| KR-44 | Південний Чхунчхон                   | кор. 충청남도       | кор. 忠淸南道       |
| KR-45 | Північна Чолла                       | кор. 전라북도       | кор. 全羅北道       |
| KR-46 | Південна Чолла                       | кор. 전라남도       | кор. 全羅南道       |
| KR-47 | Північний Кьонсан                    | кор. 경상북도       | кор. 慶尙北道       |
| KR-48 | Південний Кьонсан                    | кор. 경상남도       | кор. 慶尙南道       |
| KR-49 | Чеджу (особлива автономна провінція) | кор. 제주특별자치도 | кор. 濟州特別自治道 |

## Історія
Хоча адміністративно-територіальний поділ Кореї згодом змінювався, головні принципи сучасної трирівневої системи були закладені під час правління Коджона в 1895 році. Схожа система також зберігається й в Північній Кореї.

## Подальші зміни
У квітні 2005 року, правляча партія Урідан і головна опозиційна партія Ханнара прийшли до консенсусу в питанні реорганізації місцевого керування. Ця реформа повинна була початися в 2010 році і замінити нинішню систему на дворівневу. Провінції (до) і міста прямого підпорядкування (кван'йоксі) зникнуть. Нинішні ку, сі й кун будуть реорганізовані в 60 міст прямого підпорядкування з населенням близько 1 млн жителів кожне. Однак деталі реформи ще неясні.